# Ordre de bataille lors des combats de Rossignol
Ce qui suit est l'ordre de bataille des forces militaires en présence lors des combats de Rossignol (Belgique) qui ont lieu le 22 août 1914.

## France

### Le Corps colonial
2e division d'infanterie coloniale
- 2e brigade d'infanterie coloniale

4e régiment d'infanterie coloniale (Toulon)
8e régiment d'infanterie coloniale (Toulon)
- 4e brigade d'infanterie coloniale

22e régiment d'infanterie coloniale (Marseille)
24e régiment d'infanterie coloniale (Perpignan)
- Éléments organiques divisionnaires :

1er régiment d'artillerie de campagne colonial.
5e escadron du 6e régiment de dragons
compagnie 22/1 du 1er régiment du génie
3e division d'infanterie coloniale
- 1re Brigade d'infanterie coloniale

1er régiment d'infanterie coloniale (Cherbourg)
2e régiment d'infanterie coloniale (Brest)
- 3e Brigade d'infanterie coloniale

3e régiment d'infanterie coloniale (Rochefort)
7e régiment d'infanterie coloniale (Bordeaux)
- Éléments organiques divisionnaires :

2e régiment d'artillerie de campagne colonial.
6e escadron du 6e régiment de dragons
compagnie 22/3 du 1er régiment du génie

Éléments non endivisionnés (ENE)
- 5e brigade d'infanterie coloniale

21e régiment d'infanterie coloniale (Paris)
23e régiment d'infanterie coloniale (Paris)
3e régiment de chasseurs d'Afrique
3e régiment d'artillerie coloniale (Lorient)
Compagnies 22/2, 22/4, 22/16, 22/31 du 1er régiment du génie.

## Allemagne

### Le6ecorpsd'armée(Breslau)
11e division d'infanterie (Breslau)
- 21e brigade d'infanterie (Schweidnitz)

10e régiment de grenadiers (Schweidnitz)
38e régiment de fusiliers (Glatz)
- 22e brigade d'infanterie (Breslau)

11e régiment de grenadiers (Breslau)
51e régiment d'infanterie (Breslau)
- 11e brigade de cavalerie (Breslau)

1er régiment de cuirassiers du Corps (Breslau)
8e régiment de dragons (Oels)
- 11e brigade d'artillerie de campagne (Breslau)

6e régiment d'artillerie de campagne (Breslau)
42e régiment d'artillerie de campagne (Schweidnitz)
12e division d'infanterie (Neisse)
- 23e brigade d'infanterie (Gleiwitz)

22e régiment d'infanterie (Gleiwitz, Kattowitz)
156e régiment d'infanterie (pl)  (Beuthen,Tarnowitz)
- 24e brigade d'infanterie (Neisse)

23e régiment d'infanterie (Neisse)
62e régiment d'infanterie (Cosel,Ratibor)
- 78e brigade d'infanterie (Brieg)

63e régiment d'infanterie (Oppeln,Lublinitz)
157e régiment d'infanterie (Brieg)
- 12e brigade de cavalerie (Neisse)

4e régiment de hussards (de) (Ohlau)
6e régiment de hussards (de) (Leobschütz)
- 44e brigade de cavalerie (Gleiwitz)

2e régiment d'uhlans (Gleiwitz)
11e régiment de chasseurs à cheval (de) (Tarnowitz)
- 12e brigade d'artillerie de campagne (Neisse)

21e régiment d'artillerie de campagne (Neisse, Grottkau)
57e régiment d'artillerie de campagne (Neustadt, Gleiwitz)
Éléments non endivisionnés (ENE)
6e bataillon de chasseurs à pied (de) (Oels)
3e détachement de mitrailleuses attaché au 51e régiment d'infanterie (Breslau)
6e régiment d'artillerie à pied (Neisse)
6e bataillon du génie (silésien) (Neisse)
6e groupe du train des équipages (silésien) (Breslau)

## Sources
- Jean-Louis Philippart et Éric Labayle, « ROSSIGNOL, 22 août 1914 », Journal du commandant Jean MOREAU, chef d'état-major de la 3e division coloniale, Editions Anovi, 2002

- M. DENOLLE, LA GRANDE GUERRE vécue - racontée - illustrée PAR LES COMBATTANTS, tome premier, pages 61 à 65, Librairie Aristide Quillet, éditeur, Paris, 1922